# 艾丁湖镇
艾丁湖镇，是中华人民共和国新疆维吾尔自治区吐鲁番市高昌区下辖的一个乡镇级行政单位。
2016年7月13日，新疆维吾尔自治区人民政府批复同意撤销艾丁湖乡建制，设立艾丁湖镇。

## 行政区划
艾丁湖镇下辖以下地区：
也木什村、西热木村、琼库勒村、干店村、庄子村和花园村。